# Bounou (Meiganga)
Pour les articles homonymes, voir Bounou.
Bounou est un village de la commune de Meiganga situé dans la région de l'Adamaoua et le département du Mbéré au Cameroun, à proximité de la frontière avec la République centrafricaine.

## Population
En 1967, Bounou comptait 41 habitants, principalement Gbayas. Lors du recensement de 2005, 336 personnes y ont été dénombrées.